# بيرتي نيمينن
بيرتي نيمينن (بالفنلندية: Pertti Nieminen)‏ هو لاعب هوكي الجليد ولاعب كرة قدم فنلندي في مركز مهاجم ‏، ولد في 9 ديسمبر 1936 في هامينلينا في فنلندا، وتوفي في 8 نوفمبر 2016 في توركو في فنلندا. لعب مع HC TPS ‏.

## وصلات خارجية
- بيرتي نيمينن على موقع EliteProspects.com (الإنجليزية)
- بيرتي نيمينن على موقع Eurohockey.com (الإنجليزية)
- بيرتي نيمينن على موقع أوليمبيديا (الإنجليزية)